# アレクサンドル・エドモン・ベクレル
アレクサンドル・エドモン・ベクレル（Alexandre Edmont Becquerel, 1820年3月24日 - 1891年5月11日）は、フランス・パリ出身の物理学者。父は物理学者のアントワーヌ・セザール・ベクレル。アンリ・ベクレルは彼の息子である。
1853年からフランス国立工芸院で物理学の教授を務めた。太陽放射、燐光、電気などの研究を行った。

## 業績
- 1839年:光起電力効果の研究において、光電効果による光と電流の関係性を見いだした[1][2]。これは薄い塩化銀で覆われた白金の電極[1][2]（真鍮の電極という説[3]もある）を電解液に浸したものに光を照射すると光電流が生じる現象として報告された[3][2]。彼は電流が熱によるものではないことを示し、カラーフィルターを用いることで（大雑把ながら）スペクトル感度特性を示した[2]。これが光起電力効果に関する最初の報告となった[3][2]。また電解質溶液に浸した2つの電極の片方に光を照射すると起電力が生じる現象は、後にベクレル効果(Becquerel effect)と名付けられた[2][4]。
- 1858年:太陽光スペクトル記録
- 1859年:ガイスラー管と蛍光体を用いた蛍光灯を考案した[5]。彼自身は商用のものを造り出すに至らなかったが、その後の実用化の基礎を築いた[5]。

彼の業績の多くは、1867年と1868年の論説に記されている。
1886年にスウェーデン王立科学アカデミーの外国人会員に選出された。
太陽光発電に関する代表的な国際会議であるEU-PVSECは、彼にちなんでベクレル賞(European Becquerel Prize)を設けている。